# اندیس خاک صنعتی نمکه (دامغان)
خاک صنعتی نمکه (دامغان) یک اندیس غیرفلزی است که در حوالی شهر دامغان استان سمنان قرار دارد و مادهٔ معدنی موجود در آن، خاک صنعتی است.  